# Grundträsket (Vilhelmina socken, Lappland)
Grundträsket är en sjö i Vilhelmina kommun i Lappland och ingår i Vapstälvens huvudavrinningsområde. Sjön har en area på 0,259 kvadratkilometer och ligger 663,1 meter över havet. Grundträsket ligger i Södra Gardfjället Natura 2000-område.

## Delavrinningsområde
Grundträsket ingår i det delavrinningsområde (724953-148353) som SMHI kallar för Utloppet av Grundträsket. Medelhöjden är 756 meter över havet och ytan är 5,66 kvadratkilometer. Det finns inga avrinningsområden uppströms utan avrinningsområdet är högsta punkten. Vattendraget som avvattnar avrinningsområdet har biflödesordning 2, vilket innebär att vattnet flödar genom totalt 2 vattendrag innan det når havet efter 84 kilometer. Avrinningsområdet består mestadels av skog (69 procent) och kalfjäll (27 procent). Avrinningsområdet har 0,26 kvadratkilometer vattenytor vilket ger det en sjöprocent på 4,5 procent.